# Franco Franchi (cyclisme)
Pour l'acteur et chanteur italien, voir Franco Franchi.
Franco Franchi (né le 1er septembre 1923 à Poggio Morello, frazione de la commune de Sant'Omero dans les Abruzzes et mort le 29 octobre 2018 dans la même ville) est un coureur cycliste italien. 
Professionnel de 1949 à 1955, il a notamment remporté une étape du Tour d'Italie.

## Palmarès
- 1950
  - 5e étape du Tour d'Italie
- 1951
  - 3e du Tour des Apennins
- 1955
  - 2e du Tour de Sicile

## Résultats sur les grands tours

### Tour d'Italie
6 participations :
- 1949 : 15e
- 1950 : 22e, vainqueur de la 5e étape
- 1951 : 36e
- 1952 : 49e
- 1953 : 37e
- 1954 : 23e

### Tour de France
2 participations :
- 1951 : 29e
- 1952 : 27e